# Austrotinodes contubernalis
Austrotinodes contubernalis is een schietmot uit de
familie Ecnomidae. De soort komt voor in het Neotropisch gebied.